# Kopys
Kopys (belarussisch und russisch Копысь) ist eine Ortschaft in der Rajon Orscha (Wizebskaja Woblasz) in Belarus am Dnepr. 1994 hatte der Ort 5200 Einwohner, vier Jahre später noch 1200. Zu Beginn des 20. Jahrhunderts besaß Kopys zehn Kirchen und eine Synagoge.

## Geschichte
Die erste urkundliche Erwähnung des Ortes, die erhalten geblieben ist, stammt aus dem Jahr 1059.
1812 machte Denis Wassiljewitsch Dawydow in Kopys zahlreiche Gefangene, als er einen französischen Train abschnitt.
Am 29. Juni 1941 marschierten die Deutschen in Kopys ein. Im Dezember desselben Jahres musste die gesamte jüdische Bevölkerung in ein Ghetto umziehen, das in einer Flachsmühle zwei Kilometer vom Ort entfernt eingerichtet wurde. Am 12. Januar 1942 wurden die rund 250 Personen, die in diesem Ghetto festgehalten worden waren, erschossen. Tags zuvor waren Tevie Shmerkin und sein Sohn Abram aus dem Ghetto geflohen, wobei Abram Shmerkin verwundet worden war. Die beiden schlossen sich den Partisanen in der Umgebung an. 1973 wurde ein Gedenkstein an der Stätte der Exekution der Ghettoinsassen errichtet.

## Wirtschaft und jüdische Einwohner
Ab dem 15. Jahrhundert ist die Keramikproduktion für Kopys belegt; im 19. Jahrhundert wurden die ersten Fabriken gegründet, in denen Kacheln für Öfen und Kamine sowie Statuen hergestellt wurden. Gut bekannt war etwa das Unternehmen eines Mannes namens Peselnik, das 1860 gegründet wurde und 1898 131 Personen beschäftigte. Weitere Fabrikbesitzer hießen Ginzburg, Shevelev, Gurevich, Alperovich, Kosoy, Shapiro, Magin, Schalyta, Soloveichi, Zaretsky und Ioffe. Zu Beginn des 20. Jahrhunderts arbeiteten ungefähr 800 Personen in den Keramikbetrieben, ungefähr ein Drittel der Beschäftigten waren Juden.
Neben den Keramikfabriken existierte ab dem Anfang des 19. Jahrhunderts eine Brauerei in Kopys, außerdem gab es zwei Mühlen in dem Ort. Auch Wein wurde in Kopys produziert. Die Kapust Chassidim stammen aus Kopys.
15 der 18 Keramikproduktionsstätten, die es in der zweiten Hälfte des 19. Jahrhunderts gab, waren in den Händen jüdischer Eigentümer. Kopys hatte mehrere Jahrhunderte lang einen hohen jüdischen Bevölkerungsanteil: Bei der ersten gesamtrussischen Volkszählung von 1897 hatte Kopys 3.384 Einwohner, von denen 1.399, also über 40 %, jüdisch waren. Im Jahr 1926 waren noch 1.176 von 3584 Einwohnern jüdisch; im Jahr 1970 hatte Kopys nur noch vier jüdische Einwohner.

## Töchter und Söhne des Ortes
- Aljaksandr Lukaschenka (* 1954), Präsident von Belarus
- David Remez (1886–1951), israelischer Politiker der zionistischen Arbeiterbewegung